# Xestia albida
Xestia albida là một loài bướm đêm trong họ Noctuidae.